# Liste der Staatsoberhäupter 917
Übersicht
◄◄ | ◄ | 913 | 914 | 915 | 916 | Liste der Staatsoberhäupter 917 | 918 | 919 | 920 | 921 | ► | ►►

Weitere Ereignisse

## Afrika
- Äthiopien
  - Kaiser (Negus Negest): Mara Takla Haymanot (916–919)

- Fatimiden
  - Kalif: Abdallah al-Mahdi (910–934)

- Idrisiden in Marokko
  - Imam: Yahya IV. ibn Idris (905–919)

## Asien
- Armenien
  - König: Aschot II. (914–928)

- Bagan
  - König: Tannet (906–934)

- China
  - Kaiser: Zhū Zhèn (913–923)
  - Liao (in Nordchina)
    - Kaiser: Liao Taizu (907–926)

- Georgien
  - König: Adarnase IV. (891–923)

- Indien
  - Östliche Chalukya
    - König: Chalukya Bhima I. (892–921)

  - Chola
    - König: Paranthaha I. (907–955)

  - Pala
    - König: Rajyapala (908–945)

  - Pandya
    - König: Maravarman Rajasimha II. (900–920)

  - Pratihara
    - König: Samrat Mahipala (914–943)

  - Rashtrakuta
    - König: Indra III. (914–929)

- Iran
  - Samaniden
    - Herrscher: al-Amir as-Said Nasr (914–943)

- Japan
  - Kaiser: Daigo (897–930)

- Khmer
  - König: Harshavarman I. (910–923)

- Korea
  - Balhae
    - König: Aeje (906–926)

  - Silla
    - König: Sindeok (913–917)
    - König: Gyeongmyeong (917–924)

- Mataram
  - König: Daksa (910–919)

- Kalifat der Muslime
  - Kalif: al-Muqtadir (908–932)

## Europa
- Bulgarien
  - Zar: Simeon I. (893–927)

- Burgund
  - König: Rudolf II. (912–937)

- Byzantinisches Reich
  - Kaiser: Konstantin VII. (913–959)

- England
  - König: Eduard der Ältere (899–924)
  - Jórvík
    - König: Ragnald I. (910–921)

  - Mercia
    - Königin: Ethelfleda (911–918)

- Westfrankenreich
  - König: Karl III. der Einfältige (898–922)
  - Aquitanien
    - Herzog: Wilhelm I. (909–918)

  - Maine
    - Graf: Hugo I. (900–950)

  - Normandie
    - Herzog: Rollo (911–927)

  - Grafschaft Toulouse
    - Graf: Odo (885–919)

- Ostfrankenreich
  - König: Konrad I. (911–918)
    - Bayern
      - Herzog: Arnulf I. (907–937)

    - Böhmen
      - Herzog: Vratislav I. (915–921)

    - Flandern
      - Graf: Balduin II. (879–918)

    - Holland
      - Graf: Dietrich I. (916–939)

    - Sachsen
      - Herzog: Heinrich I. (912–936)

    - Schwaben
      - Herzog: Erchanger (915–917)
      - Herzog: Burchard II. (917–926)

- Italien
  - Kaiser: Berengar I. (905–924)
  - Benevent
    - Herzog: Atenulf II. (911–940) auch Fürst von Capua

  - Ivrea
    - Markgraf: Adalbert I. (902–925)

  - Kirchenstaat
    - Papst: Johannes X. (914–928)

  - Neapel
    - Herzog: Johannes II. (915–919)

  - Salerno
    - Fürst: Waimar II. (900–946)

  - Toskana
    - Herzog: Guido von Tuszien (915–929)

  - Venedig
    - Doge von Venedig: Orso II. Particiaco (912–932)

- Kiewer Rus
  - Großfürst: Igor (912–945)

- Kroatien
  - König: Tomislav (910–928)

- Norwegen
  - König: Harald I. (872–933)

- Raszien
  - Großžupan: Petar Gojniković (892–917)
  - Großžupan: Pavle Branović (917–921)

- Schottland
  - König: Konstantin II. (900–943)

- Spanien
  - Asturien
    - König: Fruela II. (910–925)

  - Grafschaft Barcelona
    - Graf: Sunyer I. (911–947)

  - Emirat von Córdoba
    - Emir: Abd ar-Rahman III. (912–961)

  - León
    - König: Ordoño II. (914–924)

  - Navarra
    - König: Sancho I. (905–925)

- Ungarn
  - Großfürst: Zoltán (907–947)

- Wales
  - Gwynedd
    - Fürst: Idwal der Kahle (916–942)

  - Powys
    - Fürst: Llywelyn ap Merfyn (900–942)